# Eva Henning
Pour les articles homonymes, voir Henning.
Eva Henning est une actrice norvégo-suédoise, née Eva Wetlesen le 10 mai 1920 à Newark aux États-Unis, et morte le 18 avril 2016 à Oslo en Norvège.

## Biographie

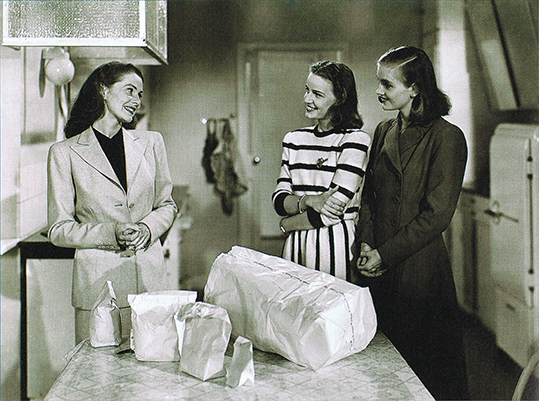
Sonja Wigert, Ulla Andréasson et Eva Henning (de g. à d.), dans En fluga gör ingen sommar (1947)

Née aux États-Unis d'un père norvégien (Edgar Wetlesen), Eva Henning prend le nom de son beau-père, l'acteur suédois Uno Henning (en), avec lequel sa mère suédoise (Ragni Frisell) se remarie après divorce lorsqu'elle a six ans. À Stockholm, elle étudie entre 1938 et 1940 à la Dramatens elevskola (l'école du Théâtre dramatique royal, le Dramaten).
Au cinéma, elle contribue à vingt-neuf films suédois (ou en coproduction) sortis entre 1940 et 1972, dont deux de 1949 réalisés par Ingmar Bergman, La Prison  et La Fontaine d'Aréthuse, avec Hasse Ekman. S'ajoute le film norvégien À propos de Tilla d'Arne Skouen (1963, avec Toralv Maurstad (en)).
En 1946, elle épouse en deuxièmes noces Hasse Ekman (dont elle divorce en 1953) et tourne plusieurs films réalisés par lui, dont La Fille aux jacinthes (1950, avec Ulf Palme). En 1954, elle épouse en troisièmes noces Toralv Maurstad (dont elle divorce en 1970).
Au théâtre, elle joue au Dramaten dans deux pièces en 1939 et 1940 (durant ses études), puis dans divers autres théâtres, de Stockholm notamment (dont la pièce originairement anglaise Affairs of State de Louis Verneuil en 1953).

## Filmographie partielle

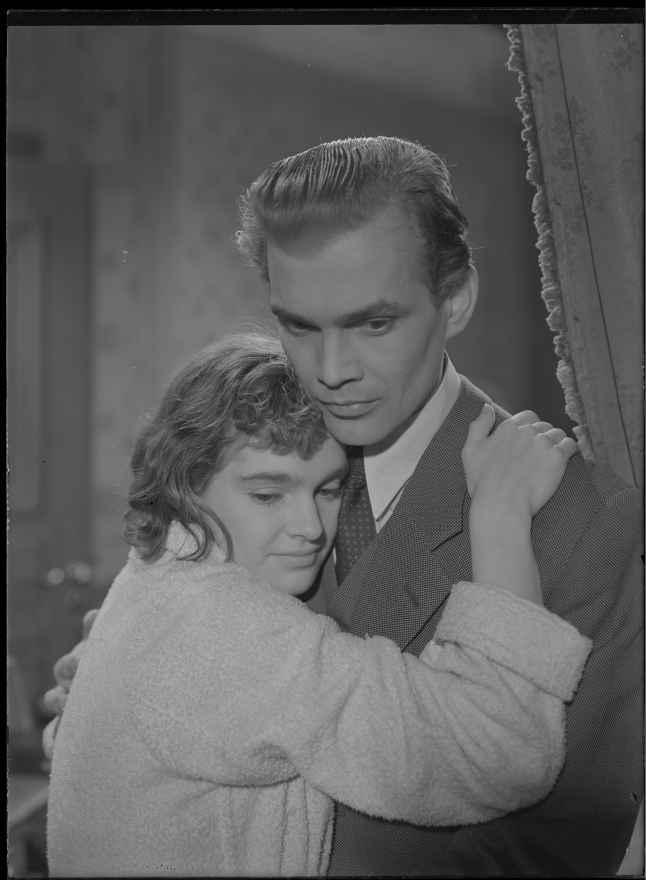
Avec Birger Malmsten,
dans La Fontaine d'Aréthuse (1949)

(films suédois, sauf mention contraire)
- 1941 : Bara en kvinna d'Anders Henrikson : Anna-Lisa
- 1941 : Den ljusnande framtid de Gustaf Molander : Gun Ullman
- 1945 : Kungliga patrasket d'Hasse Ekman : la fille de Hans
- 1947 : En fluga gör ingen sommar d'Hasse Ekman : Inga
- 1948 : Banketten d'Hasse Ekman : Vica
- 1949 : La Prison (Fängelse) d'Ingmar Bergman : Sofi
- 1949 : La Fontaine d'Aréthuse (Törst) d'Ingmar Bergman : Rut
- 1950 : La Fille aux jacinthes (Flicka och hyacinter) d'Hasse Ekman : Dagmar Brink
- 1953 : Glasberget de Gustaf Molander : Marta von Born
- 1953 : I dimma dold de Lars-Eric Kjellgren : Lora Willding
- 1954 : Gabrielle d'Hasse Ekman : Gabrielle Lindström
- 1960 : Kärlekens decimaler d'Hasse Ekman : Lena Lind
- 1963 : À propos de Tilla (Om Tilla) d'Arne Skouen (film norvégien) : Maria
- 1968 : Svarta palmkronor de Lars-Magnus Lindgren : Mari

## Théâtre (sélection)
- 1939 : Gustav Vasa d'August Strindberg (Dramaten) : Karin
- 1940 : Sanningens pärla de Zacharias Topelius (Dramaten) : Vera
- 1944 : Tell Me the Truth (Cocktails) de Leslie Howard (Blancheteatern (en)) : Amelia Tweedie
- 1953 : Affairs of State (Hustruleken) de Louis Verneuil (Vasateatern) : Irene Elliot